# Uczta w domu Lewiego
Uczta w domu Lewiego lub Biesiada w domu Lewiego (wł. Convito in casa di Levi) – obraz włoskiego malarza renesansowego Paola Veronesego.
Dzieło powstało w roku 1573 jako Ostatnia Wieczerza, motyw zaczerpnięty z Ewangelii Mateusza, dla refektarza weneckiego klasztoru Santi Giovanni e Paoblo. Zgodnie ze swoją manierą Veronese przedstawił ją według własnej interpretacji i według własnej maniery artystycznej. Wokół suto zastawionego stołu umieścił wiele postaci, wszystkie ubrane zgodnie z ówczesną dworską modą. Wśród osób znalazły się postacie podejrzane: mężczyzna dłubiący w zębach nożem, czarnoskórzy służący, karły oraz szwabscy żołnierze, czyli luteranie. Postać Chrystusa i tajemnica Ostatniej Wieczerzy jest zupełnie niezauważalna dla biesiadników, a przepych barokowych już dekoracji i mnogość postaci odciąga widza od tematu obrazu.

Sposób przedstawienia tematu wywołał oburzenie przedstawicieli Kościoła. Autorowi zarzucano zbyt śmiałe i w rezultacie obraźliwe dla wiary podejście. Malarz został wezwany przez sąd inkwizycyjny w celu złożenia wyjaśnień. Proces odbył się 18 lipca 1573 w weneckiej kaplicy San Teodoro. Veronese stawił się na proces. Usprawiedliwiał się prawem do swobody wyobraźni. 

My malarze, korzystamy ze swobody błaznów i poetów. Tych halabardników odmalowałem, aby ukazać, że zamożnego pana domu stać na taką służbę.

Sąd nie został do końca przekonany, ale by uniknąć niepotrzebnego rozgłosu jego wyrok był łaskawy. Malarz miał przemalować płótno. Veronese nie poddał się wyrokowi i jedynie zmienił tytuł na Wieczerza w domu Lewiego co również usatysfakcjonowało inkwizycję.